# 竹田利秋
竹田 利秋（たけだ としあき、1941年1月5日 - ）は、和歌山県出身の学生野球指導者。社会科教諭。和歌山県立和歌山工業高等学校→國學院大學卒業。東北高等学校、仙台育英学園高等学校野球部監督、國學院大學硬式野球部監督を経て現在は國學院大學硬式野球部総監督。

## 来歴
和歌山工高3年春に三塁手として甲子園出場。大学卒業後銀行員として勤めていたが、当時東北高校野球部を指導していた同じく國學院大學野球部OBの松尾勝栄監督の後任者として招聘され、東北高野球部コーチに就任。
1968年、監督に就任し同年7年ぶりに夏の甲子園出場。これを最後に帰郷しようと考えるも、抽選会で自校を含む東北・北海道勢のチームとの対戦が決まった西日本のチームが、戦わずして勝ったといわんばかりの拍手歓声を挙げて喜ぶのに対し、東北・北海道勢の学校の生徒は下をうつむいている様子を見て、この状況をなんとか変えたいと思うようになり、以後、東北高を甲子園で勝てる強豪校へと育て上げる。
1985年夏の甲子園で佐々木主浩投手を擁しベスト8へ進出したが、準々決勝で滋賀県代表・甲西高校にサヨナラ負けを喫し8月19日に辞意を表明した。宮城に来て20年が経過したのを機に今度こそ帰郷しようとした矢先、大阪府立市岡高等学校野球部出身の山本壮一郎・宮城県知事が「竹田を宮城県から出すな。」と乗り出し、県内最大のライバル校・仙台育英学園高へ異動となり9月10日に同校野球部監督に就任する事が発表された（指揮を取り始めたのは10月から）。異動の背景には、東北高校野球部OBによる「竹田では勝てない」という声や、学校経営者との意見の食い違い、東北高校の教職員組合からの突き上げがあったとされる（同校は教職員の組合活動が盛んである）。仙台育英学園高では、1989年夏の甲子園大会で大越基投手を擁し準優勝するなど、こちらも甲子園で勝てる強豪校へと育て上げる。東北へ優勝旗を持って帰る事（白河の関越え）が夢だった。
1995年8月2日に出場が決まっていた夏の甲子園（第77回大会）を最後に仙台育英学園高の監督を退任することが発表された（後任は東北高校時代竹田自身の教え子である佐々木順一朗）。
1996年2月15日、東都大学リーグ二部の母校・國學院大の監督に就任。教え子をプロへ何人か輩出するも一部昇格にはなかなか手が届かなかったが、2006年春に入れ替え戦を制して一部昇格を果たした。2010年8月6日に監督を退任し、総監督への就任が発表される。2018年11月2日に33年ぶりに東北高校野球部グラウンドを訪問し、現役部員を指導した。学校側から要請を受けて実現した。

## 略歴
1968年　東北高校硬式野球部監督（社会科教諭）就任
1985年8月　東北高退職
1985年9月　仙台育英高校硬式野球部監督（社会科教諭）就任
1995年8月　仙台育英高監督退任
1996年2月　仙台育英高教頭職退任
1996年2月　國學院大學硬式野球部監督就任
2010年8月　國學院大退職、國學院大學硬式野球部総監督に

## 成績

### 東北高
- 甲子園大会

(ベスト4：1回、ベスト8：5回）
選抜高等学校野球大会（出場9回） 9勝9敗
全国高等学校野球選手権大会（出場8回）　9勝8敗
- 明治神宮野球大会

優勝2回

### 仙台育英高
- 甲子園大会

（準優勝：1回、ベスト8：2回）
選抜高等学校野球大会（出場4回） 3勝4敗
全国高等学校野球選手権大会（出場6回）　9勝6敗

#### 甲子園での成績
- 東北：出場17回・18勝17敗（春：出場9回・9勝9敗/夏：出場8回・9勝8敗）
- 仙台育英：出場10回・12勝10敗・準優勝1回（春：出場4回・3勝4敗/夏：出場6回・9勝6敗・準優勝1回）
- 通算：出場27回（2011年春現在、歴代4位）・30勝27敗・準優勝1回

### 國學院大
- 東都大学野球一部

2006年秋　3位
2007年春　5位
2007年秋　6位（二部降格）
2009年春　5位
2009年秋　3位
2010年春　4位
- 東都大学野球二部　優勝3回

2003年秋（2部残留）
2006年春（1部昇格）
2008年秋（1部昇格）

## 主な教え子

### 東北高
- 佐藤政夫（巨人、ロッテ、中日、大洋、ロッテ）
- 若生正廣（東北高校監督、現 九州国際大学付属高監督）
- 立野清広（ロッテ）
- 鈴木孝幸（西武、日本ハム）
- 佐々木順一朗（仙台育英学園高監督、現 学校法人石川高等学校監督）
- 及川美喜男（広島、日本ハム）
- 佐藤洋（巨人）
- 中条善伸（巨人、南海、大洋）
- 安部理（西武、近鉄）
- 金子誠一（阪神）
- 中根仁（近鉄、横浜）
- 白鳥浩徳（西武）
- 佐々木主浩（横浜、マリナーズ）
- 葛西稔（阪神）
- 斎藤隆（横浜、ドジャース、レッドソックス、ブレーブス、ブルワーズ、ダイヤモンドバックス、楽天）※1年夏まで

### 仙台育英学園高
- 大越基（ダイエー、現 早鞆高監督）
- 高橋顕法（広島、阪神）
- 鈴木郁洋（中日、近鉄、オリックス）
- 金村秀雄（→暁→曉）（日本ハム、阪神）
- 天野勇剛（ロッテ）
- 中濱裕之（近鉄、巨人）
- 志田宗大（ヤクルト）※1年夏まで
- 新沼慎二（横浜）※1年夏まで

### 國學院大
- 渡辺俊介（ロッテ）※2年春より
- 矢野謙次（巨人、日本ハム）
- 梅津智弘（広島）
- 佐藤亮太（中日）
- 嶋基宏（楽天、ヤクルト）
- 聖澤諒（楽天）
- 伊藤義弘（ロッテ）